# Central California Women's Facility

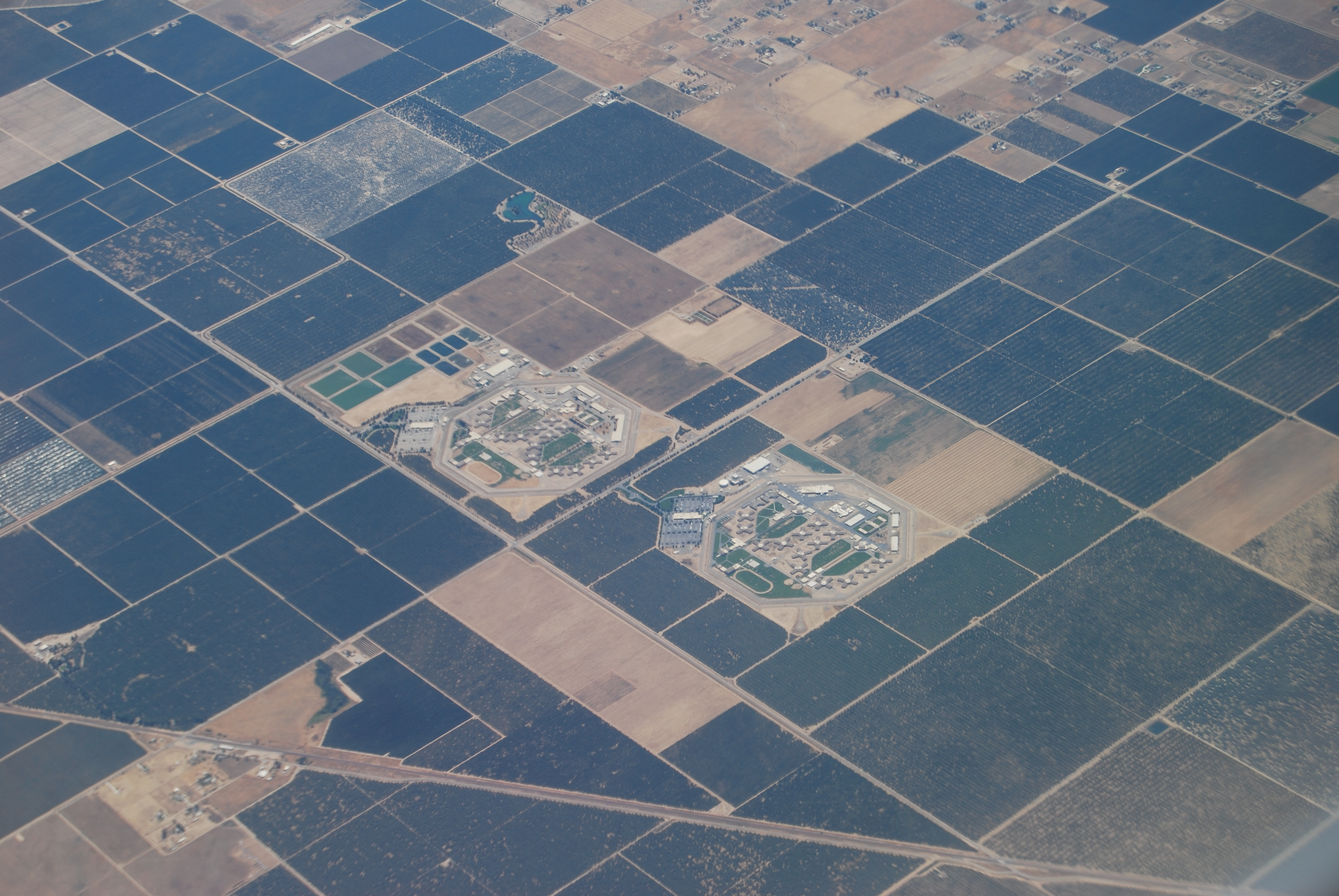
Central California Women's Facility (vänster) och Valley State Prison, 2010.

Central California Women's Facility (CCWF) är ett delstatligt kvinnofängelse och är belägen i Chowchilla, Kalifornien i USA. Den ligger mittemot ett annat delstatligt fängelse i mansfängelset Valley State Prison. Kvinnofängelset förvarar intagna från samtliga säkerhetsnivåer samt de som är dödsdömda och ska avrättas. CCWF har en kapacitet på att förvara 1 990 intagna men för den 23 november 2022 var det överbeläggning och den förvarade 2 137 intagna.
Kvinnofängelset invigdes den 1 oktober 1990.
Personer som varit intagna på CCWF är bland andra Susan Atkins, Diane Downs och Louise Turpin.